# (1467) Mashona
(1467) Mashona es un asteroide que forma parte del cinturón exterior de asteroides y fue descubierto por Cyril V. Jackson desde el observatorio Union de Johannesburgo, República Sudaficana, el 30 de julio de 1938.

## Designación y nombre
Mashona recibió inicialmente la designación de 1938 OE.
Más tarde se nombró por los mashonas, un antiguo pueblo de sur de África.

## Características orbitales
Mashona orbita a una distancia media del Sol de 3,378 ua, pudiendo alejarse hasta 3,827 ua y acercarse hasta 2,93 ua. Tiene una excentricidad de 0,1327 y una inclinación orbital de 21,96°. Emplea 2268 días en completar una órbita alrededor del Sol.